# Discoderus subviolaceus
Discoderus subviolaceus är en skalbaggsart som beskrevs av Thomas Casey. Discoderus subviolaceus ingår i släktet Discoderus och familjen jordlöpare. Inga underarter finns listade i Catalogue of Life.